# Daniel Drumm
Daniel Drumm, también conocido como Doctor Vudú y Jack O'Lantern, es un supervillano ficticio que aparece en los cómics estadounidenses publicados por Marvel Comics, y el hermano gemelo menor idéntico del Hermano Vudú.
El personaje apareció en la película del Universo Cinematográfico de Marvel para Doctor Strange (2016), interpretado por Mark Anthony Brighton, y en la serie animada de Spider-Man de 2017 como Jack O'Lantern, con la voz de Booboo Stewart.

## Historial de publicación
Drumm apareció por primera vez en el número 169 de Strange Tales, en septiembre de 1973. Este número también presentó la primera aparición de Hermano Vudú. Drumm protagonizó apariciones como invitado junto al Hermano Vudú en otros títulos de Marvel, como Ghost Rider, Doctor Strange, La tumba de Drácula y Hulk. El personaje también apareció en la serie en curso Doctor Vudú: Vengador de lo sobrenatural, escrito por Rick Remender, que comenzó en 2009 y terminó en 2010. La serie se canceló después de solo cinco números. El personaje ha sido recientemente presentado en la serie Era de Héroes.

## Biografía ficticia
Daniel es el hermano gemelo de Jericho Drumm (que luego se convertiría en el Hermano Vudú). Fueron criados por su tía Matilda, en un barrio empobrecido en Puerto Príncipe, Haití. Jericho se fue a buscar una educación en los Estados Unidos, mientras que Daniel permaneció en Haití y estudió magia, y finalmente ganó el título de Hermano Vudú. Doce años más tarde, Jericho se enteró de que Daniel estaba enfermo y regresó a Haití, donde se enteró de que un ocultista malvado llamado Damballah lo había maldecido. A medianoche, Damballah usó una muñeca vudú que se parecía a Daniel para matarlo, pero no antes de que Jericho le prometiera a Daniel que detendría a Damballah. Un médico brujo, Papá Jambo, luego usó la magia para unir los espíritus de los dos hermanos, y Jericho se convirtió en el nuevo Hermano Vudú, con el fantasma de su hermano.
Muchos años después, cuando el Ojo de Agamotto abandona al Doctor Strange después de mostrarle a él ya los Nuevos Vengadores casi treinta candidatos que posiblemente lo reemplazarían, Jericho Drumm, debido a su poder místico y su herencia, y al parecer elegido por el propio Ojo, es elegido. Como el Hechicero Supremo actuante de la realidad de Tierra-616. Debido a su vínculo compartido, el fantasma de Daniel Drumm decide defender a su hermano y ayudarlo en su nuevo papel.
En esta capacidad, se une a Jericho y los Vengadores en una batalla en el plano místico contra la entidad Agamotto en sí, dispuesto a recuperar su Ojo y gobernar la Tierra. A pesar de sus esfuerzos combinados, Strange, los Vengadores y Daniel fracasan, lo que obligó a Jericho a sacrificarse en una explosión mística, eliminando tanto el Agamotto como el Ojo. Sin embargo, Daniel es capaz de sobrevivir a la explosión y, tomando brevemente el control del cuerpo de Luke Cage, enojado culpa al Doctor Strange por la muerte de Jericho, huyendo a partes desconocidas.
El fantasma de Daniel Drumm regresa más tarde, posee varios Vengadores y mata a otros hechiceros (desde Daimon Hellstrom, Jennifer Kale y Barón Mordo) en preparación para su último ataque a Strange (ahora convencido de que Strange hizo que su hermano fracase en su nuevo papel). El Doctor Strange lo derrota usando magia oscura (reconociendo que Drumm solo había matado a especialistas en magia oscura mientras trataba de enmarcar a Strange), y como resultado recuperó su posición de Hechicero Supremo.
Durante la historia de AXIS, el espíritu de Daniel luego regresa después de que el Doctor Doom resucita al Doctor Vudú para ayudar a derrotar a la Bruja Escarlata invertida antes de que ella destruya Latveria. Daniel aún expresa odio por los Vengadores y está encantado de tener la oportunidad de resolver un problema que causaron. Él comienza por poseer a la Bruja Escarlata en un intento de derrotarla.
Siguiendo la trama de la Segunda Guerra Civil, el fantasma de Daniel Drumm forma una alianza con La Mano. Como parte de los planes para reforzar las filas de la Mano, Daniel hace que los ninjas de la Mano secuestren el cuerpo de Bruce Banner después de su funeral. Cuando los Vengadores misteriosos se enfrentan a la Mano y a Daniel Drumm, se enfrentan a un Hulk revivido con armadura de samurái.

## Poderes y habilidades
Como hermano Vudú, Drumm poseía muchas habilidades mágicas. También puede fusionar su alma con el cuerpo de su hermano, lo que aumenta su velocidad, resistencia y fuerza, y también puede entrar y controlar otros cuerpos como le plazca.
De alguna manera, sobreviviendo a la aparente muerte de Jericho, Daniel Drumm perdió las habilidades relacionadas con la de Jericho: sin embargo, conservó la capacidad de entrar y controlar otros cuerpos, usándolos como médiums físicos.

## Otras versiones

### Tierra-Caos
En la línea de tiempo de Tierra-Caos, Daniel Drumm realizó una oscura ceremonia con su hermano Jericho observando. En la liberación de la extraña energía, Daniel fue aparentemente incinerado. El día antes de Halloween 13 años después del evento de Caos!, Jack O'Lantern lanzó un plan para provocar un infierno en la Tierra y conquistar el mundo con la alineación adecuada del cosmos. Levantando muertos y animando dinosaurios, buscó reunir a los héroes restantes del mundo con el propósito de eliminarlos. Sin embargo, el hermano Vudú (Jericho Drumm) y los Supernaturales pudieron superar sus maquinaciones, enviando a Jack a otra dimensión. Con Jack desaparecido, sus secuaces desaparecieron y el mundo se salvó. ¡Jack O'Lantern aún puede estar sosteniendo a los héroes capturados del primer evento Caos! en su varita y tramando otra toma de control de la tierra.

## En otros medios

### Televisión
- La encarnación de Daniel Drumm de Jack O'Lantern aparece en el episodio de Spider-Man (2017) "Bring On the Bad Guys" pt. 3, con la voz de Booboo Stewart.[8]Esta versión está obsesionado con Halloween, hasta el punto de afirmar que todos los días es Halloween.

### Película
- Daniel Drumm aparece en Doctor Strange (2016), interpretado por Mark Anthony Brighton. Aparece como uno de los Maestros de las Artes Místicas.[9] En la película, Daniel Drumm es el protector de Sanctum Sanctorum en Nueva York, pero más tarde fue herido de muerte por Kaecilius a pesar de los esfuerzos del Doctor Strange. Más tarde es vengado cuando Strange obliga a Dormammu a desterrar a Kaecilius y a los seguidores de la Dimensión Oscura. Parece que conoce a Kaecilius, ya que se refieren entre sí por su nombre antes de su duelo.

### Videojuegos
- Daniel Drumm aparece en Marvel: Avengers Alliance. Hace un cameo en el ataque de posesión de espíritu del doctor Vudú.